# Waggonbau Dessau

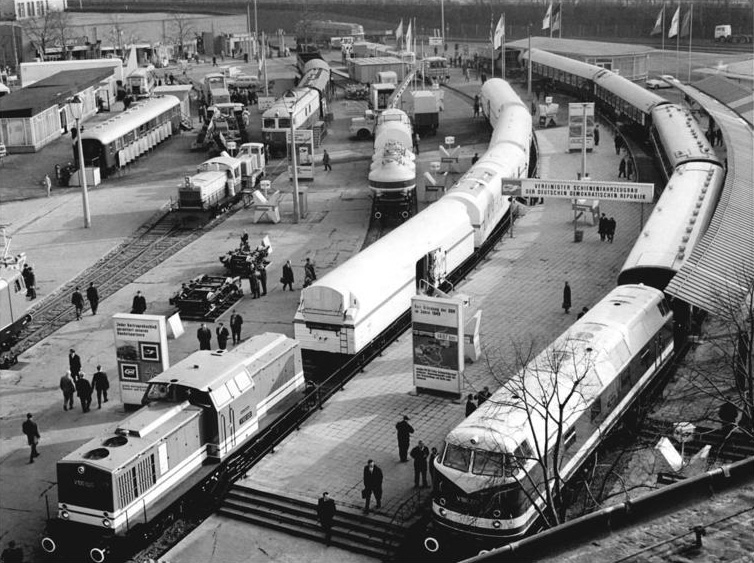
Вагони-рефрижератори з машинним охолодженням «VEB Waggonbau Dessau» на Лейпцизькому ярмарку

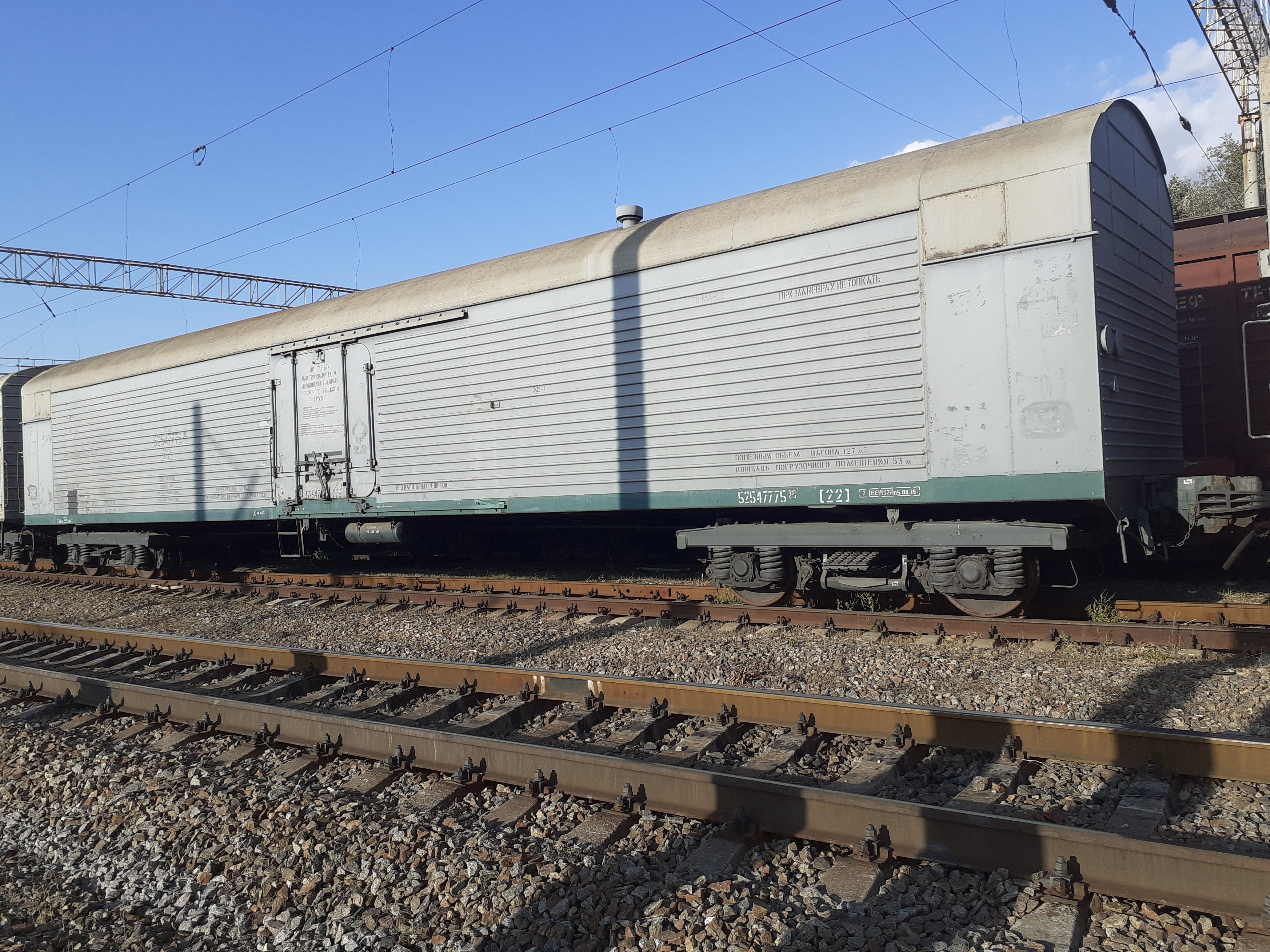
Один із вагонів цього виробника, Полтава, 2019

Вагонобудівний завод Дессау (нім. Waggonbau Dessau) — колись один із найбільших виробників залізничних вагонів Німецької Демократичної Республіки та один із найбільших виробників рефрижераторних вагонів у світі. 
Виготовляв, зокрема, 5-вагонні рефрижераторні секції з машинним охолодженням і електричним опаленням типу ZB-5. З 1958 по 1967 рр. будував також 5-вагонні секції типу ZA-5 з п'ятьма вагонами для перевезення вантажів завдовжки 17 м, в одному з яких перебувало службове відділення, а в іншому — електростанція.

## Історія

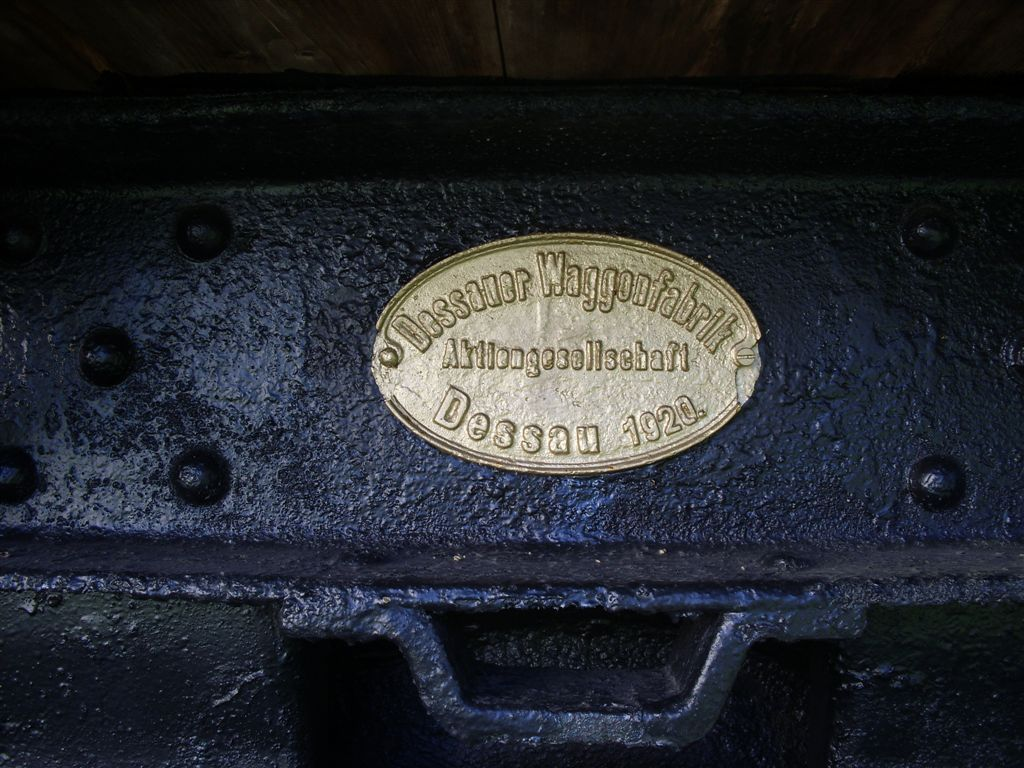
Фірмова табличка «Dessauer Waggonfabrik»

4 березня 1895 р. було засновано «Німецьку газово-залізничну компанію» (нім. Deutsche Gasbahngesellschaft). 22 квітня 1900 р. компанію шляхом зміни статуту було перетворено на ТзОВ «Дессауський вагонний завод» (нім. Dessauer Waggonfabrik GmbH (DWF)). 1940 року фірма змінила назву на «Maschinenbau- und Bahnbedarf A.G.» (АТ «Машинобудівний та залізничний постачальник»).
Після повітряного нальоту на Дессау 7 березня 1945 р., під час якого 85% міста було знищено, відбувалася здебільшого вагоноремонтна діяльність. 26 жовтня 1945 р. наказом № 124 радянської військової адміністрації майно «DWF» було заарештовано, а 2 липня 1946 р. наказом № 154 перетворено нa т. зв. «радянське акціонерне товариство» (нім. Sowjetische Aktiengesellschaft). 1947 року велика пожежа знищила значну частину заводських цехів і устаткування. Згодом вагонобудівний завод вийшов з-під радянського нагляду і керівництва та рішенням уряду НДР від 16 червня 1952 р. перейшов у суспільну власність, діставши нову назву — VEB LOWA Waggonbau Dessau, а пізніше — VEB WBD Waggonbau Dessau. 
Після того, як Народна палата НДР у травні 1990 р. ухвалила рішення про перетворення всіх державних підприємств у корпорації, 24 липня 1990 р. «Waggonbau Dessau GmbH» було внесено до комерційного реєстру. Як і більшість учасників об'єднання підприємств у галузі будівництва залізничного рухомого складу цей завод залишився членом правонаступниці об'єднання — «Німецького вагонобудівного акціонерного товариства» (нім. Deutschen Waggonbau Aktiengesellschaft (DWA)). Наприкінці 1994 р. було вирішено продати «DWA» американській інвестиційній фірмі «Advent International» з Бостона.
1 липня 1995 р. компанію «Waggonbau Dessau GmbH» було закрито. На її місці виникли компанія «Fahrzeugtechnik Dessau GmbH» (сьогодні «Molinari Rail Systems GmbH»), індустріальний парк та кваліфікаційне товариство.